# 阿斯特羅冰川
82°54′S 157°20′E / 82.900°S 157.333°E
阿斯特羅冰川（英語：Astro Glacier）是南極洲的冰川，位於奧次地，屬於米勒嶺的一部分，處於特納山和特賴康峰之間，最終注入馬爾什冰川，由新西蘭探險隊發現。